# Miikka Salomäki
Miikka Salomäki, född 9 mars 1993 i Brahestad, Norra Österbotten, Finland, är en finländsk professionell ishockeyspelare. Salomäki har tidigare spelat för bland annat Kärpät och Nashville Predators. Från och med säsongen 2021/2022 spelar Puustinen för Örebro HK.

## Biografi
Salomäki tillhörde tidigareNHL-organisationen Colorado Avalanche och spelar för deras primära samarbetspartner Colorado Eagles i AHL.
Han har tidigare spelat på NHL-nivå för Nashville Predators och på lägre nivåer för Toronto Marlies och Milwaukee Admirals i AHL samt Oulun Kärpät i Liiga.
Salomäki draftades i andra rundan i 2011 års draft av Nashville Predators som 52:a spelare totalt.

## Statistik
| 2010–2011    | Oulun Kärpät        | Liiga        | 40  | 4  | 6  | 10 | 53  | 3  | 0 | 1 | 1 | 27 |
| 2011–2012    | Oulun Kärpät        | Liiga        | 40  | 12 | 9  | 21 | 56  | 7  | 1 | 0 | 1 | 56 |
| 2012–2013    | Oulun Kärpät        | Liiga        | 42  | 9  | 10 | 19 | 44  | 3  | 2 | 0 | 2 | 14 |
| 2013–2014    | Milwaukee Admirals  | AHL          | 75  | 20 | 30 | 50 | 83  | 3  | 0 | 0 | 0 | 6  |
| 2014–2015    | Nashville Predators | NHL          | 1   | 1  | 0  | 1  | 0   | —  | — | — | — | —  |
|              | Milwaukee Admirals  | AHL          | 29  | 5  | 12 | 17 | 26  | —  | — | — | — | —  |
| NHL totalt   | NHL totalt          | NHL totalt   | 1   | 1  | 0  | 1  | 0   | —  | — | — | — | —  |
| AHL totalt   | AHL totalt          | AHL totalt   | 104 | 25 | 42 | 67 | 109 | 3  | 0 | 0 | 0 | 6  |
| Liiga totalt | Liiga totalt        | Liiga totalt | 122 | 25 | 25 | 50 | 153 | 13 | 3 | 1 | 4 | 97 |